# Hemikalliapseudes hanstroemi
Hemikalliapseudes hanstroemi är en kräftdjursart som beskrevs av Lang 1956. Hemikalliapseudes hanstroemi ingår i släktet Hemikalliapseudes och familjen Kalliapseudidae. Inga underarter finns listade i Catalogue of Life.